# Dalešice (okres Jablonec nad Nisou)
Dalešice (německy Daleschitz) jsou obec, která leží v okrese Jablonec nad Nisou v Libereckém kraji. Žije zde 222 obyvatel.
Ve vzdálenosti 5 km severně leží město Jablonec nad Nisou, 6 km jihovýchodně město Železný Brod, 10 km severovýchodně město Tanvald a 11 km jižně město Turnov.

## Historie
Jedna z nejstarších obcí Jablonecka[zdroj?] se pyšní strategickou polohou mezi Jizerskými horami na severu a Českým rájem na jihu. Dalešice jsou ideálním nástupištěm na pěší a cyklistické výlety. Obec se rozkládá na jihozápadním svahu Dalešického vrchu v nadmořské výšce 568 metrů nad mořem a žije zde 184 obyvatel.
Podle legendy vesnici založil jeden ze tří uhlířských bratrů Daleš. Jména jeho bratrů Aleše a Mareše nesou obce Alšovice a Maršovice. Skutečná, historicky doložená zmínka o Dalešicích pochází ze záznamu o prodeji rozsáhlého panství maloskalského v roce 1538.

## Pamětihodnosti
- pomník padlým v první světové válce, obnovený v roce 2009
- historický milník (ukazatel) tzv. Německé cesty u domu čp. 1
- hřbitov s kaplí a předválečnými náhrobky
- kaplička sv. Kříže na kopci nad vsí
- stavby lidové architektury
- vilky z 20.-30. let 20. století

## Fotogalerie

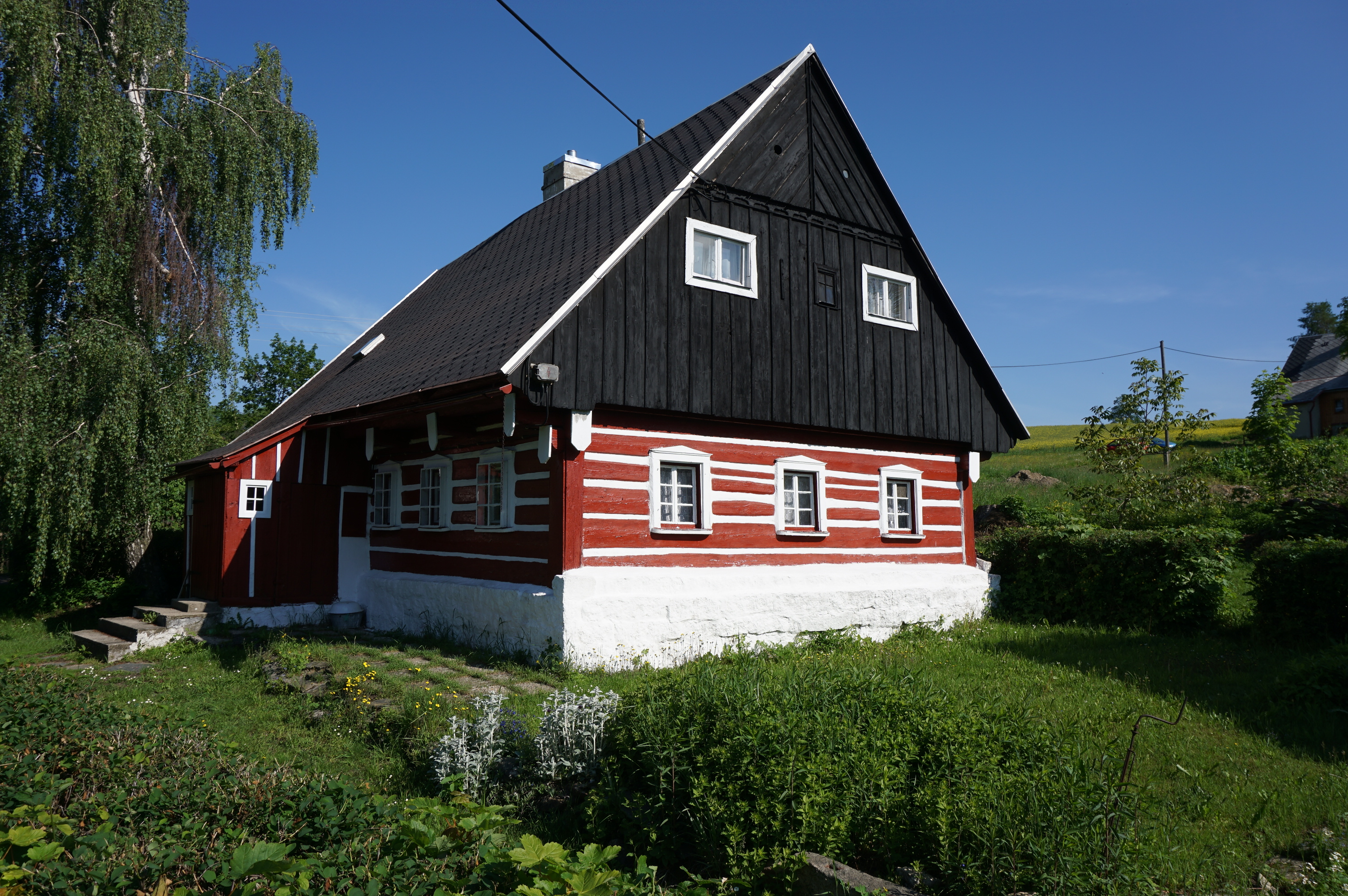
chalupa čp. 24
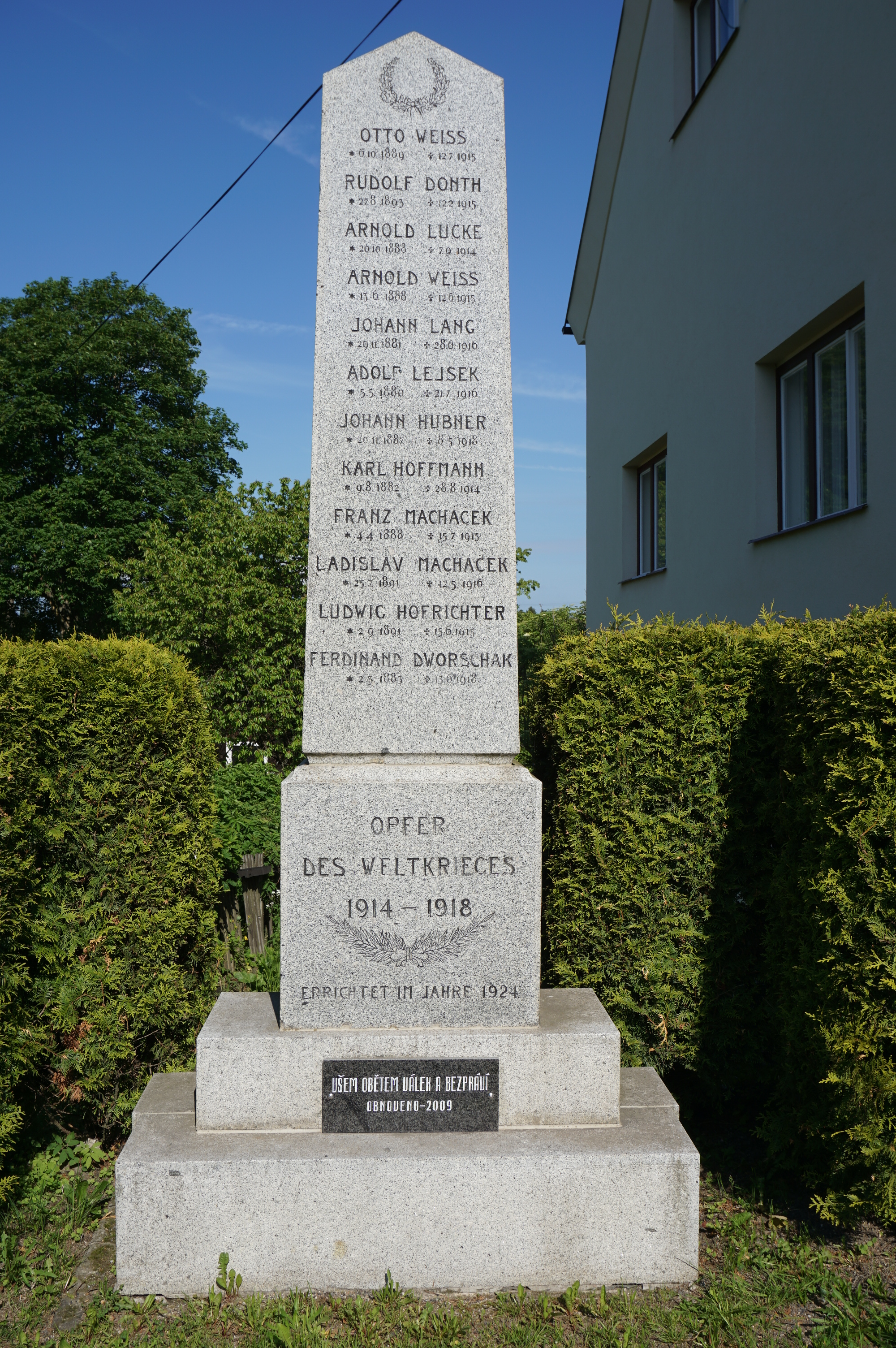
pomník padlým
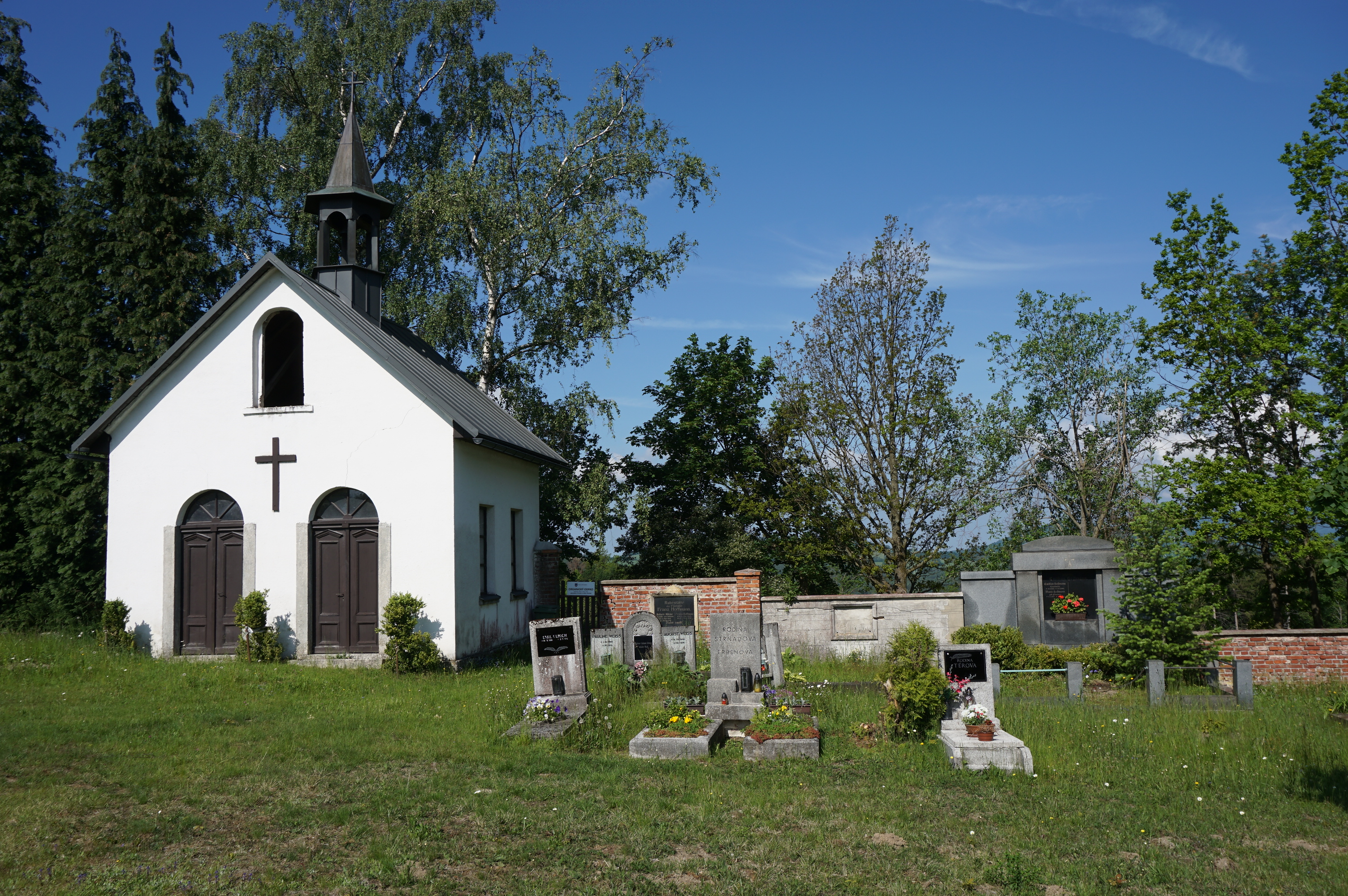
hřbitov
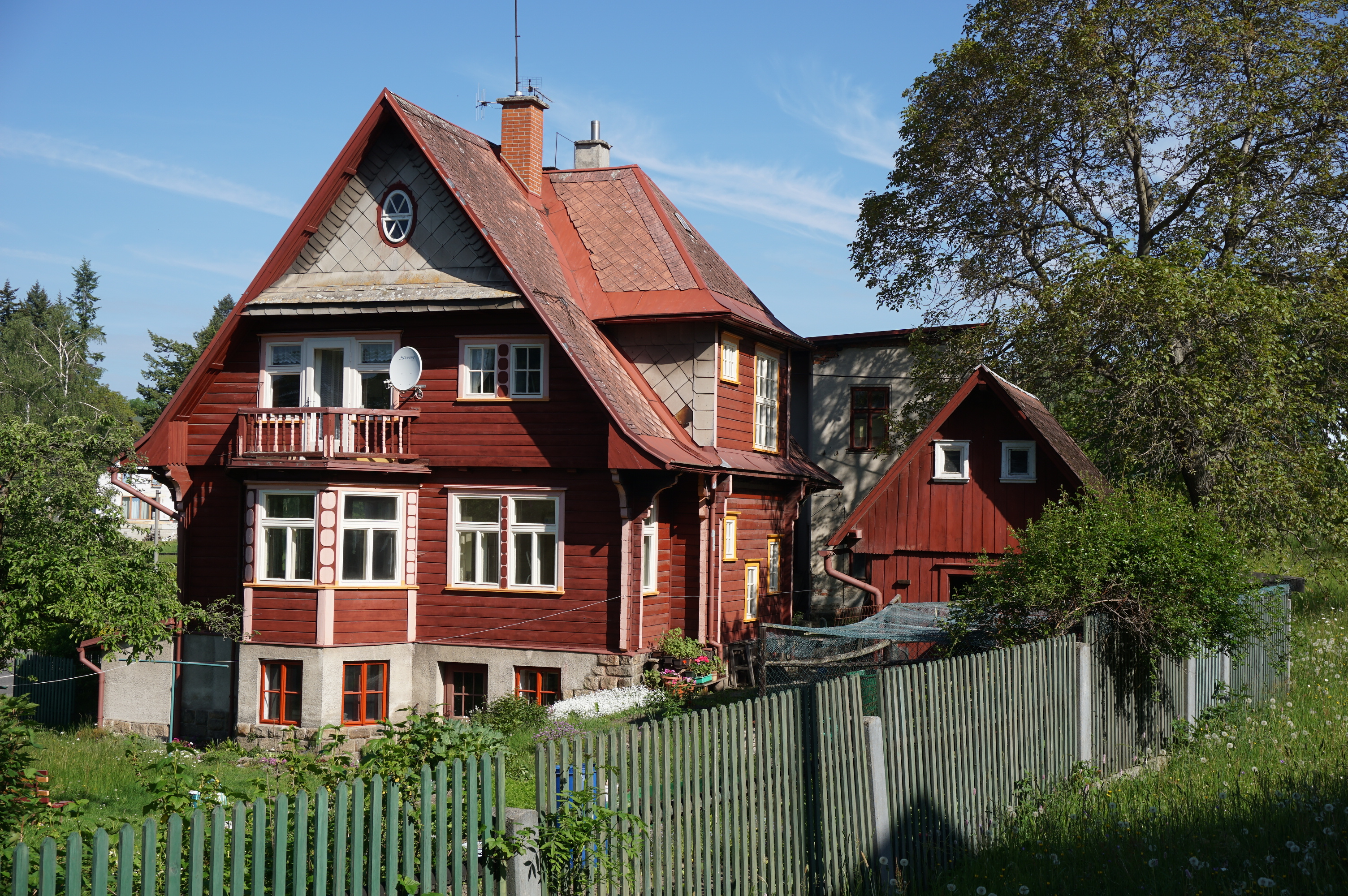
vila čp. 60
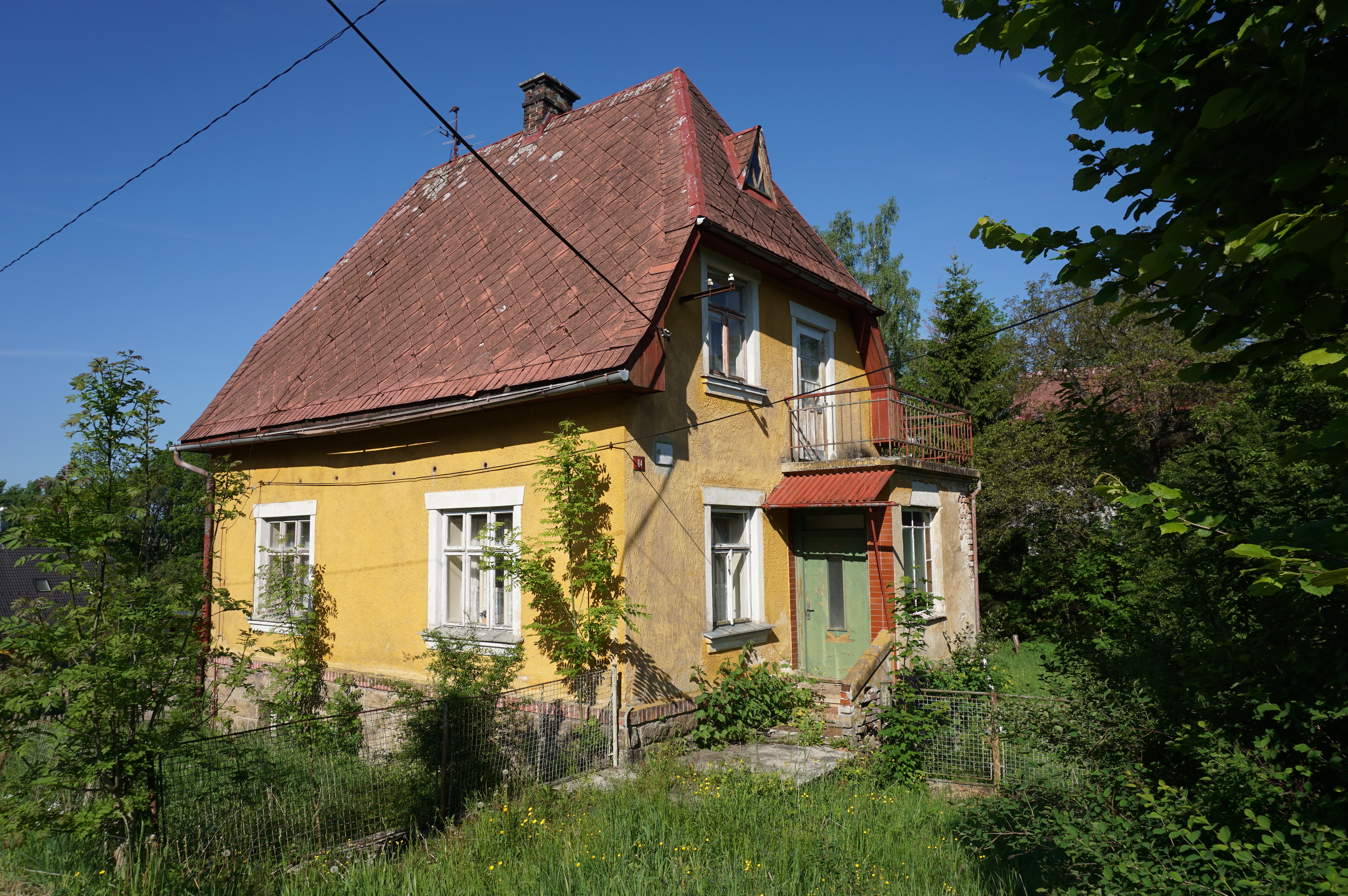
vilka čp. 84